# Potez 630
Potez 630 và các mẫu máy bay bắt nguồn từ nó là một dòng máy bay hai động cơ được phát triển cho Armée de l'Air (không quân Pháp) vào cuối thập niên 1930. Thiết kế của nó cùng thời với loại Bristol Blenheim của Anh và Messerschmitt Bf 110 của Đức.

## Quốc gia sử dụng
Pháp
- Armée de l'Air
- Aéronautique navale

 Chính phủ Vichy
- Armée de l'air de l'Armistice

 Free France
- Forces Aériennes Françaises Libres

 Đức
- Luftwaffe

 Greece
- Không quân Hy Lạp

 Ý
- Regia Aeronautica

 Ba Lan
- Không quân Ba Lan lưu vong tại Pháp

 Romania
- Không quân Hoàng gia Romania

 Thụy Sĩ
- Không quân Thụy Sĩ

 Kingdom of Yugoslavia
- Không quân Hoàng gia Nam Tư

### Dân dụng
- Air Bleu (2 chiếc dùng để chở bưu phẩm)

## Tính năng kỹ chiến thuật (Potez 63.11A.3)

Potez 63.11 thuộc Groupe Autonome d'Observation (GAO) 510

### Đặc điểm riêng
- Tổ lái: 3
- Chiều dài: 10,93 m (35 ft 11 in)
- Sải cánh: 16,00 m (52 ft 6 in)
- Chiều cao: 3,08 m (10 ft 1 in)
- Diện tích cánh: 32,7 m² (352 ft²)
- Trọng lượng rỗng: 3.135 kg (6.911 lb)
- Trọng lượng có tải: 3.845 kg (8.488 lb)
- Trọng lượng cất cánh tối đa: 4.530 kg (9.987 lb)
- Động cơ: 2 x Gnome-Rhône 14M-4/5, 522 kW (700 hp) mỗi chiếc

### Hiệu suất bay
- Vận tốc cực đại: 425 km/h (264 mph)
- Tầm bay: 1.500 km (932 miles)
- Trần bay: 8.500 m (27.885 ft)
- Vận tốc lên cao: 500 m/phút (1.640 ft/phút)

### Vũ khí
- 3 khẩu súng máy MAC 1934 7,5 mm
- 4 quả bom 50 kg (110 lb)